# Тарас (Казахстан)
Тара́с (каз. Тарас) — село у складі Аксуського району Жетисуської області Казахстану. Входить до складу Карасуського сільського округу.
У радянські часи село називалось Тарис.
Населення — 333 особи (2021; 325 у 2009, 439 у 1999, 544 у 1989).